# Ronnbergia
Ronnbergia E.Morren & Andre  é um género botânico pertencente à família Bromeliaceae, subfamília Bromelioideae.
São plantas encontradas na Colômbia, Panamá, Brasil e Costa Rica.
Este gênero foi nomeado em homenagem a Auguste Ronnberg, Diretor de Agricultura e Horticultura em 1874.

## Espécies
- Ronnbergia brasiliensis E.Pereira & Penna
- Ronnbergia campanulata  Gilmartin & H.Luther
- Ronnbergia carvalhoi  Martinelli & Leme
- Ronnbergia columbiana  E.Morren
- Ronnbergia deleonii  L.B.Smith
- Ronnbergia explodens  L.B.Smith
- Ronnbergia hathewayi  L.B.Smith
- Ronnbergia killipiana  L.B.Smith
- Ronnbergia maidifolia  Mez
- Ronnbergia morreniana  Linden & André
- Ronnbergia neoregelioides  Leme
- Ronnbergia petersii  L.B.Smith
- Ronnbergia silvana  Leme